# Karl Hauk
Karl Hauk (* 1. Mai 1898 in  Klosterneuburg bei Wien; † 13. August 1974 ebenda) war ein österreichischer Maler.

## Leben und Wirken

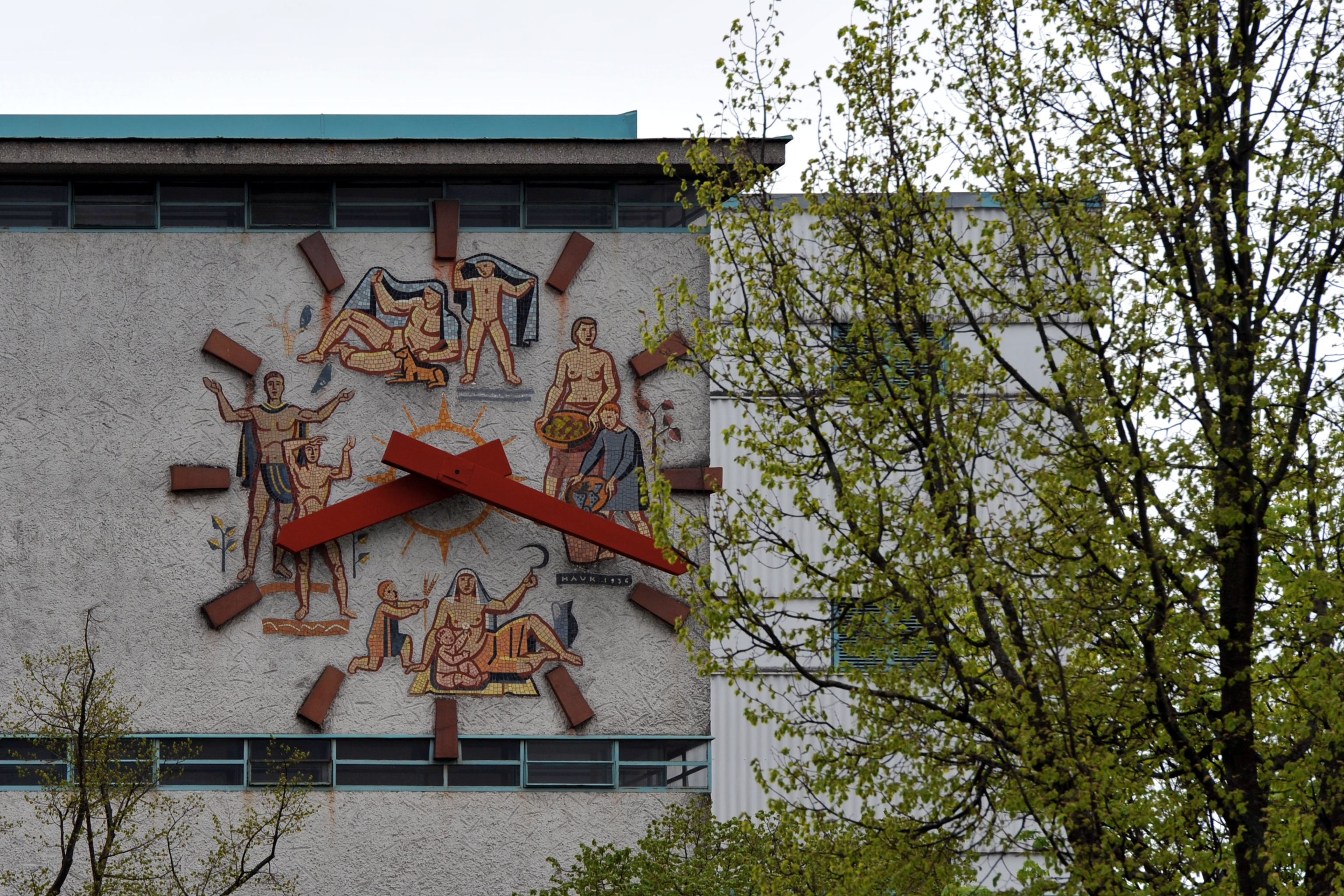
Mosaik „Jahreszeiten“, Tabakfabrik Linz 1934

Der zweite Sohn eines Apothekers wuchs ab 1904 in großbürgerlichen Verhältnissen in Linz auf. Nach Absolvierung der Oberrealschule und Matura in Linz begann Hauk ein Studium an der Technischen Hochschule in Wien, das er aber nach seinem Kriegsdienst 1916–1918 an der italienischen Front nicht mehr fortsetzte. Nach 1918 studierte Hauk an der Akademie  der bildenden  Künste in Wien, gewann mehrere Preise und etablierte sich ab 1923 erfolgreich als freischaffender Künstler. Hauk, ab 1927 Mitglied des Hagenbundes, entfaltete vor allem in der Zwischenkriegszeit eine vielfältige künstlerische Tätigkeit, auch im öffentlichen Raum. 1928 gestaltete er die Fresken im neu eröffneten Hauptgebäude der Arbeiterkammer Oberösterreich in Linz (sie wurden im Zweiten Weltkrieg ein Raub der Flammen). Ab 1933 lebte Hauk wieder vorwiegend in Wien. Er galt als Repräsentant der christlichen Kunst, war auch befreundet mit Clemens Holzmeister. Hauk durfte die neue Pfarrkirche Sandleiten in Wien künstlerisch ausgestalten, schuf die Entwürfe für die Glasmalereien der Christkönigskirche in Wien und auch der Auftrag für die Fresken im Hauptbahnhof Linz erging 1936 an ihn (dieses Werk wurde ebenfalls im Krieg zerstört).
1943 wurde Hauk erneut zum Kriegsdienst einberufen. 1947 wurde er als Direktor der neu gegründeten Kunstschule Linz berufen. Hauk blieb bis in die 1960er-Jahre aktiv und erfolgreich als Gestalter von Tafelbildern, „Kunst am Bau“ (etwa Mosaiken) und Kirchenfenstern. Ab 1952 bis zu seinem Tode lebte Hauk wieder vorwiegend in Wien.
Der Künstler, der sich, geprägt durch sozialkritischen Realismus und Neue Sachlichkeit, bis in die 1960er-Jahre einer figurativen Kunstauffassung verpflichtet fühlte, geriet in den 1970er-Jahren langsam in Vergessenheit.
Durch die derzeit stattfindende Aufwertung der Kunst der Zwischenkriegszeit ist auch Hauk wieder stärker in den Blickpunkt der Öffentlichkeit getreten.